# Fédération malgache de rugby à XV
La Fédération malgache de rugby à XV (officiellement Malagasy Rugby) est l'instance qui régit l'organisation du rugby à XV à Madagascar.

## Historique
L'organisme régissant officiellement le rugby à XV à Madagascar est formé sous le nom de Fédération malgache de rugby, en 1962 – soit deux années après l'indépendance du pays – date de l'adoption des textes officiels au sujet du sport à Madagascar, permettant la création de nombreuses fédérations sportives malgaches. Elle rassemble ainsi l'ensemble des clubs malgaches, le premier ayant été formellement créé en 1909, quelques années après l'introduction du sport sur l'île par des militaires français. Elle permet la création d'une équipe nationale ; le 24 mai 1970, l'équipe masculine de Madagascar joue son premier match officiel, affrontant l'Italie au stade de Mahamasina.
En janvier 1986 à Tunis, elle est l'une des huit fédérations nationales à l'initiative de la création de la Confédération africaine de rugby, organisme régissant le rugby sur le continent africain,.
Alors qu'elle était membre de la Fédération internationale de rugby amateur, elle est radiée en 1993 ; elle ne réintégrera pas l'instance, cette dernière réduisant en 1999 son périmètre d'action au continent européen.
Elle devient en janvier 1998 membre de l'International Rugby Board, organisme international du rugby,,.
En 1990, les premiers clubs malgaches dédiés à la pratique féminine du rugby voient le jour, deux ans après la formation d'une première équipe féminine. Une première équipe nationale féminine est formée en 2008 suivant les codes du rugby à sept, l'équipe féminine de Madagascar participe alors à un tournoi à La Réunion, tandis qu'une équipe nationale féminine de rugby à XV se forme en 2019.
En 2014, la Fédération malgache de rugby, également appelée Fédération malagasy de rugby, est renommée Malagasy Rugby.

## Identité visuelle

Évolution du logo
Logo de la Fédération malagasy de rugby.
Logo de Malagasy Rugby.

## Présidents
Parmi les personnes se succédant au poste de président de la fédération, on retrouve :
- 1er président : Me Rajaonson[17]